# Spirou Charleroi in het seizoen 2024/25
Het seizoen 2024/2025 was het 36e jaar in het bestaan van basketbalclub Spirou Charleroi.

## Verloop
Van een seizoen eerder bleven enkele Belgen en de Fransman Craig Adzeh over. Nieuwe spelers werden: Xander Vermeulen, Gustav Knudsen, Jordan Mintsjev, Maxime Bilolo, Xander Pintelon, Willem Brandwijk, Cobe Williams en Sander Hollanders.
De enige Amerikaan van de ploeg Cobe Williams verliet midden december 2024 de ploeg om persoonlijke redenen. Begin januari 2025 tekende de Amerikaan Chris Lykes bij Charleroi.
Charleroi won in de beker van Melco Ieper maar verloor in de kwartfinale van BC Oostende. In de reguliere fase van het BNXT League-kampioenschap werden ze 11e en vielen buiten de nationale play-offs.

### Europees basketbal
Charleroi nam deel aan de kwalificatieronde van de FIBA Europe Cup daar kwamen ze uit tegen het Portugese Sporting CP maar verloren. Ze werden hierna opgevist als een van de drie ploegen met minste punten verschil tegen. In het reguliere seizoen wonnen ze hun groepen tegen Sabah BC uit Azerbeidzjan, het Griekse Maroussi BC en het Zweedse Norrköping Dolphins. In de tweede ronde werd de club derde in een groep met het Duitse BG Ludwigsburg, het Zwitserse Fribourg Olympic Basket en het Poolse KK Włocławek waardoor ze uitgeschakeld waren. 

## Ploeg
Antwerp Giants ·
Brussels Basketball ·
Den Helder Suns ·
Donar ·
Feyenoord ·
Heroes Den Bosch ·
Kangoeroes Basket Mechelen ·
Kortrijk Spurs ·
Landstede Hammers ·
Leuven Bears ·
Limburg United ·
LWD Basket ·
Okapi Aalst ·
Oostende ·
PrismaWorx BAL ·
Spirou Charleroi ·
QSTA United ·
Union Mons-Hainaut ·
ZZ Leiden